# The Blanton-Webster Band
Albums de Duke Ellington
Braggin' in Brass: The Immortal 1938 Year
(1938) Liberian Suite
(1948)
The Blanton-Webster Band est une compilation de tous les enregistrements de l'orchestre de Duke Ellington entre 1940 et 1942, impliquant le bassiste Jimmy Blanton et le saxophoniste ténor Ben Webster. Les enregistrements sont initialement réalisés pour RCA Victor pendant ce que de nombreux critiques considèrent comme l'âge d'or de l'orchestre d'Ellington. Les trois CD contiennent de nombreux morceaux devenus plus tard des classiques. Les arrangements (d'Ellington et Billy Strayhorn) sont souvent jugés inventifs et innovants.
L'orchestre de Duke Ellington, qui venait de trouver son âme-sœur musicale en la personne de Billy Strayhorn, comprend à cette période deux « stars » que sont Ben Webster (saxophone ténor) et Jimmy Blanton (contrebasse). Ce dernier est resté deux ans dans l'orchestre d'Ellington, quittant la scène en 1941 à cause de sa tuberculose. Il est remplacé, sur les 17 derniers morceaux de la compilation, par Alvin « Junior » Raglin. On peut également noter la présence de l'altiste Johnny Hodges ou du trompettiste Cootie Williams.
La collection est réorganisée, rééditée et remasterisée avec des morceaux supplémentaires en 2003 sous le nom de Never No Lament: The Blanton-Webster Band.

## Liste des pistes

### Disque 1
| No  | Titre                                           | Musique                                | Durée |
| --- | ----------------------------------------------- | -------------------------------------- | ----- |
| 1.  | You, You Darlin                                 | M.K. Jerome, Jack Scholl               | 3:19  |
| 2.  | Jack the Bear                                   | Duke Ellington                         | 3:15  |
| 3.  | Ko Ko                                           | Duke Ellington                         | 2:39  |
| 4.  | Morning Glory                                   | Duke Ellington, Rex Stewart            | 3:15  |
| 5.  | So Far, So Good                                 | Jack Lawrence, Jimmy Mundy, E.G. White | 2:50  |
| 6.  | Conga Brava                                     | Duke Ellington, Juan Tizol             | 2:54  |
| 7.  | Concerto for Cootie                             | Duke Ellington                         | 3:19  |
| 8.  | Me and You                                      | Duke Ellington                         | 2:54  |
| 9.  | Cotton Tail                                     | Duke Ellington                         | 3:08  |
| 10. | Never No Lament (Don't Get Around Much Anymore) | Duke Ellington, Bob Russell (en)       | 3:15  |
| 11. | Dusk                                            | Duke Ellington                         | 3:19  |
| 12. | Bojangles                                       | Duke Ellington                         | 2:50  |
| 13. | A Portrait of Bert Williams                     | Duke Ellington                         | 3:09  |
| 14. | Blue Goose                                      | Duke Ellington                         | 3:21  |
| 15. | Harlem Air Shaft                                | Duke Ellington                         | 2:57  |
| 16. | At a Dixie Roadside Diner                       | Joe Burke, Edgar Leslie                | 2:45  |
| 17. | All Too Soon                                    | Duke Ellington, Carl Sigman            | 3:28  |
| 18. | Rumpus in Richmond                              | Duke Ellington                         | 2:46  |
| 19. | My Greatest Mistake                             | Jack Fulton, Jack O'Brien              | 3:27  |
| 20. | Sepia Panorama                                  | Duke Ellington                         | 3:20  |
| 21. | There Shall Be No Night                         | Gladys Shelley, Abner Silver           | 3:05  |
| 22. | In a Mellow Tone                                | Duke Ellington, Milt Gabler            | 3:19  |

### Disque 2
| No  | Titre                                        | Musique                                 | Durée |
| --- | -------------------------------------------- | --------------------------------------- | ----- |
| 1.  | Five O'Clock Whistle                         | Kim Gannon, Gene Irwin, Josef Myrow     | 3:18  |
| 2.  | Warm Valley                                  | Duke Ellington                          | 3:20  |
| 3.  | The Flaming Sword                            | Duke Ellington                          | 3:06  |
| 4.  | Across the Track Blues                       | Duke Ellington                          | 2:58  |
| 5.  | Chloe                                        | Gus Kahn, Neil Moret                    | 3:24  |
| 6.  | I Never Felt This Way Before                 | Al Dubin, Duke Ellington                | 3:23  |
| 7.  | The Sidewalks of New York                    | James W. Blake, Charles B. Lawlor       | 3:14  |
| 8.  | Flamingo                                     | Edmund Anderson, Ted Grouya             | 3:22  |
| 9.  | The Girl in My Dreams Tries to Look Like You | Duke Ellington                          | 3:19  |
| 10. | Take the "A" Train                           | Billy Strayhorn                         | 2:54  |
| 11. | Jumpin' Punkins                              | Duke Ellington                          | 3:33  |
| 12. | John Hardy's Wife                            | Duke Ellington                          | 3:28  |
| 13. | Blue Serge                                   | Duke Ellington                          | 3:20  |
| 14. | After All                                    | Billy Strayhorn                         | 3:19  |
| 15. | Bakiff                                       | Juan Tizol                              | 3:23  |
| 16. | Are You Sticking?                            | Duke Ellington                          | 3:02  |
| 17. | Just A-Sittin' and A-Rockin'                 | Duke Ellington, Gaines, Billy Strayhorn | 3:33  |
| 18. | The Giddybug Gallop                          | Duke Ellington                          | 3:29  |
| 19. | Chocolate Shake                              | Duke Ellington, Paul Francis Webster    | 2:50  |
| 20. | I Got It Bad (And That Ain't Good)           | Duke Ellington, Paul Francis Webster    | 3:17  |
| 21. | Clementine                                   | Billy Strayhorn                         | 2:53  |
| 22. | Brown-Skin Gal (In the Calico Gown)          | Duke Ellington, Paul Francis Webster    | 3:06  |

### Disque 3
| No  | Titre                                 | Musique                                          | Durée |
| --- | ------------------------------------- | ------------------------------------------------ | ----- |
| 1.  | Jump for Joy                          | Duke Ellington, Sid Kuller, Paul Francis Webster | 2:50  |
| 2.  | Moon Over Cuba                        | Duke Ellington, Juan Tizol                       | 3:09  |
| 3.  | Five O'Clock Drag                     | Duke Ellington                                   | 2:49  |
| 4.  | Rocks in My Bed                       | Duke Ellington                                   | 3:06  |
| 5.  | Bli-Blip                              | Duke Ellington, Sid Kuller                       | 3:03  |
| 6.  | Chelsea Bridge                        | Billy Strayhorn                                  | 2:52  |
| 7.  | Rain Check                            | Billy Strayhorn                                  | 2:28  |
| 8.  | What Good Would It Do?                | Harry James, Buddy Pepper                        | 2:44  |
| 9.  | I Don't Know What Kind of Blues I Got | Duke Ellington                                   | 3:13  |
| 10. | Perdido (en)                          | Ervin Drake, H.J. Lengsfelder,Juan Tizol         | 3:08  |
| 11. | C Jam Blues                           | Barney Bigard, Duke Ellington                    | 2:37  |
| 12. | Moon Mist                             | Duke Ellington                                   | 2:58  |
| 13. | What Am I Here For?                   | Duke Ellington, Frankie Laine                    | 3:28  |
| 14. | I Don't Mind                          | Duke Ellington,                                  | 2:49  |
| 15. | Someone                               | Duke Ellington                                   | 3:09  |
| 16. | My Little Brown Book                  | Billy Strayhorn                                  | 3:13  |
| 17. | Main Stem                             | Duke Ellington                                   | 2:47  |
| 18. | Johnny Come Lately                    | Billy Strayhorn                                  | 2:39  |
| 19. | Hayfoot, Strawfoot                    | Ervin Drake, H.J. Lengsfelder, Paul McGrane      | 2:30  |
| 20. | Sentimental Lady                      | Duke Ellington                                   | 2:58  |
| 21. | A Slip of the Lip (Can Sink a Ship)   | Duke Ellington, Henderson                        | 2:54  |
| 22. | Sherman Shuffle                       | Duke Ellington                                   | 2:38  |

## Personnel

### Interprétation
- Ivie Anderson — chant
- Barney Bigard — clarinette, saxophone ténor
- Jimmy Blanton — basse
- Lawrence Brown — trombone
- Harry Carney — clarinette, sax alto, sax baryton
- Duke Ellington — piano
- Sonny Greer — batterie
- Fred Guy — guitare
- Otto Hardwick — sax alto
- Chauncey Haughton — clarinette, sax ténor
- Johnny Hodges — clarinette, sax alto, sax soprano
- Herb Jeffries — chant
- Wallace Jones — trompette
- Ray Nance — trompette, violon, chant
- Joe Nanton — trombone
- Alvin "Junior" Raglin — basse
- Rex Stewart — cornet
- Billy Strayhorn — piano
- Juan Tizol — trombone à valve
- Ben Webster — sax ténor
- Cootie Williams — trompette

### Production
- Steve Backer – producteur exécutif
- Ed Begley – Remastering
- Duke Ellington – arrangeur
- Bob Porter – producteur de réédition
- Billy Strayhorn – arrangeur
- Mary Tucker – notes de doublure

## Accueil
The Blanton–Webster Band est élu numéro 283 dans la troisième édition des 1000 meilleurs albums de tous les temps de Colin Larkin (2000).
La collection n'inclut pas les prises alternatives ou les duos qu'Ellington interprète avec Jimmy Blanton, disponibles ailleurs. Dotée de 66 titres, la sélection comprend de nombreux succès et classiques d'Ellington. Rolling Stone considère la compilation comme « un chef-d'œuvre de composition et de leadership » et « une série de triomphes individuels du plus grand ensemble de musiciens de jazz [...] jamais réunie ». AllMusic le décrit comme « essentiel pour toutes les collections de jazz ».

## Never No Lament: The Blanton-Webster Band
Albums de Duke Ellington
The Blanton–Webster Band
(1942) Liberian Suite
(1947)
Never No Lament: The Blanton-Webster Band est une compilation reprenant les enregistrements du pianiste, compositeur et leader de big band américain Duke Ellington édité en 2003 et enregistré entre 1940 et 1942. Cette compilation est une version « améliorée » (remastérisée, plus de titres, de nouvelles notes) de la compilation The Blanton–Webster Band. Cette période dans l'histoire de l'orchestre correspond à la signature par Duke Ellington en février 1940 d'un nouveau contrat avec les studios Victor (RCA) en pointe alors dans le domaine de la reproduction sonore et phonographique.

### Personnel
Les arrangements sont réalisés par Duke Ellington, Mercer Ellington, Billy Strayhorn et Ben Webster.
- Rex Stewart : cornet
- Cootie Williams, Wallace Jones : trompette
- Ray Nance : trompette, violon, chant
- Juan Tizol, Joe Nanton, Lawrence Brown : trombone
- Barney Bigard : clarinette, saxophone ténor
- Johnny Hodges : saxophone alto et soprano, clarinette
- Otto Hardwick : saxophone alto
- Ben Webster : saxophone ténor
- Chauncey Haughton : clarinette, saxophone ténor
- Harry Carney : clarinette, saxophone alto et baryton
- Duke Ellington : piano, célesta (#3.2)
- Billy Strayhorn : piano (#2.5 et 11, #3.8 et 10-12, 22), célesta (#3.20)
- Fred Guy : guitare
- Jimmy Blanton, Alvin « Junior » Raglin : contrebasse
- Sonny Greer : batterie
- Ivie Anderson, Herb Jeffries : chant